# جی و باب ساکت
جی و باب ساکت (انگلیسی: Jay and Silent Bob) دو شخصیت خیالی هستند که به‌ترتیب توسط بازیگران آمریکایی جیسون موس و کوین اسمیت ایفا شده‌اند. آن‌ها در ویو اسکیونیورس، یعنی دنیایی خیالی که در بسیاری از فیلم‌ها، کمیک‌ها و برنامه‌های تلویزیونی نوشته و تهیه‌شده توسط اسمیت استفاده می‌شود، حضور دارند.
جی و باب ساکت تنها شخصیت‌هایی هستند که در تمام فیلم‌های ویو اسکیونیورس ظاهر شده‌اند، به‌استثنای پروژه‌های مستقل اسمیت مانند دختر جرسی، زک و میری یک فیلم پورنو می‌سازند، قانون‌شکن، وضعیت قرمز، عاج فیل و یوگا هوزرز.
این دو شخصیت معمولاً بیشتر زمان خود را جلوی فروشگاه «کوییک استاپ» در فیلم‌های فروشنده‌ها به فروش ماری‌جوآنا می‌گذرانند. در مجموعهٔ پویانمایی فروشنده‌ها: سریال کارتونی نیز دیده می‌شود که به فروش ترقه‌های غیرقانونی می‌پردازند.

## شناسنامه شخصیت‌ها
جی و باب ساکت شخصیت‌هایی خیالی هستند که توسط کوین اسمیت خلق شده و نقش پررنگی در فیلم‌های ویو اسکیونیورس دارند. نخستین حضور آن‌ها به فیلم فروشنده‌ها بازمی‌گردد.
«باب ساکت» که توسط کوین اسمیت بازی می‌شود، فردی بسیار کم‌حرف است و بیشتر از طریق حالت چهره و حرکات بدنی ارتباط برقرار می‌کند. زمانی که صحبت می‌کند، معمولاً سخنانش معنادار و عمیق است و نقش مهمی در جهت‌دهی به روایت دارد. ظاهر او شامل موهای بلند تیره، ریش، کلاه بیسبال برعکس و پالتویی بلند است که یادآور لباس جِدای‌هاست. در ابتدا سیگاری بود، اما در فیلم‌های بعدی نشان داده می‌شود که ترک کرده است. از پیشینهٔ او می‌توان به کاتولیک بودن و مهارت در ساخت ابزار اشاره کرد.
«جی» که نقش او را جیسون موس ایفا می‌کند، در تضاد کامل با باب ساکت است. او پرحرف، پرخاشگر و اهل استفاده از زبان زننده است. شخصیت او برون‌گرا و گاه تندخوست. اندامی لاغر دارد، موهای بلوند بلندی دارد و در فیلم‌های جدیدتر معمولاً کلاه پشمی مشکی به سر می‌گذارد. رفتار جنسی آشکار و گرایش‌های نامشخص او، از مضامین تکرارشونده در روند شخصیت‌پردازی او در طول سری فیلم‌هاست.

### زندگی‌نامهٔ خیالی
گفته می‌شود که هر دو شخصیت در لئوناردو، نیوجرسی به دنیا آمده‌اند و از کودکی با هم آشنا شده‌اند. در بیشتر آثار، آن‌ها را در حال وقت‌گذرانی جلوی فروشگاه «کوییک استاپ» و درگیر ماجراجویی‌های گوناگون می‌بینیم. نقش‌های «جی» و «باب ساکت» اغلب جنبهٔ طنز و سرگرمی دارند، اما گاهی نیز روند داستان را پیش می‌برند یا پیام‌های محوری و مفهومی مهمی را منتقل می‌کنند.

## فیلم‌شناسی

### فروشنده‌ها(۱۹۹۴)
فیلم فروشنده‌ها که در سال ۱۹۹۴ منتشر شد، نخستین فیلمی است که جی و باب ساکت در آن ظاهر می‌شوند. در جدول زمانی ویو اسکیونیورس، رویدادهای این فیلم یک روز پس از فیلم پاساژگردها رخ می‌دهند. جی و باب ساکت به محل فعالیت همیشگی خود، یعنی مقابل فروشگاه «کوییک استاپ»، بازمی‌گردند. در طول روز، آن‌ها در حال رقصیدن، پرسه‌زدن و آزار دادن رهگذران دیده می‌شوند. باب ساکت وارد فروشگاه می‌شود تا پودر قند بخرد، در حالی که جی وارد می‌شود تا غذا بدزدد. آن‌ها ماری‌جوآنا به افراد مختلف، از جمله ویلیام بلک، می‌فروشند؛ کاری که باعث ناراحتی دانته هیکس (برایان اوهالوران)، فروشندهٔ فروشگاه، می‌شود. افزون بر این، آن دو با پسرعموی روس باب ساکت، یعنی اولاف، وقت می‌گذرانند؛ اولاف نوازندهٔ گروه موسیقی هوی‌متال است و به‌دنبال اجرای برنامه‌ای در نیویورک است.
باب ساکت با آگاهی از مثلث عشقی دانته با کتلین بری و ورونیکا، به او می‌گوید: «می‌دونی، میلیون‌ها زن خوشگل تو دنیا هستن رفیق، ولی همه‌شون سر کارت برای نهار لازانیا نمیارن. بیشترشون فقط بهت خیانت می‌کنن.»
در تیتراژ پایانی فیلم فروشنده‌ها اشاره می‌شود که جی و باب ساکت در فیلم دگما بازخواهند گشت.

### پاساژگردها(۱۹۹۵)
گرچه این فیلم یک سال پس از فروشنده‌ها ساخته شد، رویدادهای آن در داستان یک روز پیش از فروشنده‌ها رخ می‌دهند. در این فیلم، جی و باب ساکت در یک پاساژ محلی در نیوجرسی پرسه می‌زنند (فیلم در واقع در مرکز خرید ایدن پریری در مینه‌سوتا فیلم‌برداری شده است). آنجا با برودی بروس (جیسون لی) و تی.اس. کوئینت (جرملی لَندِن) مواجه می‌شوند که هر دو از دوست‌دخترهایشان — رنه (شانن دوهرتی) و برَندی (کلر فورلانی) — جدا شده‌اند. قرار است برنامه‌ای تلویزیونی به نام «حقیقت یا قرار» در همان روز در پاساژ فیلم‌برداری شود و برندی در آن شرکت دارد. برودی از جی و باب ساکت می‌خواهد که نگذارند این برنامه اجرا شود و جی پاسخ می‌دهد که آن‌ها در هر صورت قصد داشتند صحنه را خراب کنند، چون کار دیگری برای انجام نداشتند.
آن‌ها چند بار تلاش می‌کنند صحنه را نابود کنند، اما موفق نمی‌شوند. در ادامه، به برودی و تی.اس. کمک می‌کنند تا رابطه‌شان با دوست‌دخترهایشان را دوباره برقرار کنند. جی با دادن ماری‌جوآنا به شرکت‌کنندگان مرد برنامه، آن‌ها را از کار می‌اندازد تا برودی و تی.اس. بتوانند جای آن‌ها را بگیرند. باب ساکت ورودی ویدیویی صحنه را هک می‌کند و نوار ویدیویی‌ای از دوست‌پسر جدید رنه یعنی شانون همیلتون (بن افلک) پخش می‌کند که در آن رابطه جنسی با یک دختر نوجوان دارد. فیلم با آشتی برودی و تی.اس. با دوست‌دخترهایشان پایان می‌یابد. جی و باب ساکت به‌همراه یک اورانگوتان به نام سوزان راهی دوردست می‌شوند.
در این فیلم، مشخص می‌شود که باب ساکت در الکترونیک ماهر است و در کلاس هشتم با تبدیل ویبراتور جنسی مادرش به پخش‌کنندهٔ سی‌دی، با استفاده از «سیم مرغداری و از این‌جور چیزها»، در نمایشگاه علمی برنده شده است.
پس از پایان تیتراژ، اعلام می‌شود که جی و باب ساکت در فیلم به دنبال ایمی بازخواهند گشت.

### به دنبال ایمی(۱۹۹۷)
در این فیلم مشخص می‌شود که جی و باب ساکت، پس از رویدادهای فروشنده‌ها، متوجه شده‌اند که هولدن مک‌نیل (بن افلک) و بَنکی ادواردز (جیسون لی) — نویسندگان و هنرمندان کتاب کمیک — کمیکی محبوب و مستقل با عنوان بلانت‌من و کرانیک منتشر کرده‌اند که بر پایهٔ شخصیت‌های جی و باب ساکت ساخته شده است.
داستان فیلم بر رابطهٔ عاشقانهٔ هولدن با آلیسا (جوی لورن آدامز)، زنی همجنس‌گرا متمرکز است. اگرچه رابطهٔ آن‌ها پرشور آغاز می‌شود، اما پس از آن‌که هولدن از گذشتهٔ جنسی آلیسا آگاه می‌شود، دچار تردید می‌شود. در اواخر فیلم، جی و باب ساکت با هولدن ملاقات می‌کنند تا حق استفاده از چهره‌شان در کمیک را دریافت کنند. در این دیدار، باب ساکت داستان نامزد سابقش، ایمی، را برای هولدن تعریف می‌کند.
در طولانی‌ترین دیالوگ خود، باب ساکت می‌گوید که مانند هولدن، وقتی فهمید ایمی در گذشته رابطه سه‌نفره داشته، احساس ناامنی و عدم کفایت کرده و رابطه را قطع کرده است. اما بعدتر فهمید که مشکل از احساس کم‌ارزشی خودش بوده، نه از گذشتهٔ ایمی. ولی وقتی به این درک رسید، دیگر دیر شده بود و ایمی او را ترک کرده بود. از آن زمان تاکنون، او «در پی ایمی» بوده است.
هولدن که از حرف‌های باب ساکت تأثیر گرفته، تصمیم می‌گیرد رابطه‌اش با آلیسا را اصلاح کند، اما مثل داستان باب، دیر شده و رابطه به پایان می‌رسد. او امتیاز کمیک بلانت‌من و کرانیک را به دیگران واگذار می‌کند و کمیکی تازه با عنوان به دنبال ایمی می‌نویسد که بر اساس این رابطه است.
صحنه‌ای که جی و باب ساکت در کافه با هولدن دیدار می‌کنند، تنها حضور آن‌ها در این فیلم است. با این حال، صدای آن‌ها در پایان‌بندی شنیده می‌شود و اشاره می‌شود که در فیلم دُگما که دو سال بعد منتشر شد، باز خواهند گشت.

### دگما
رویدادهای این فیلم پس از ماجرای ناکام آن‌ها در شهر خیالی شرمر در ایلینوی رخ می‌دهد. این بخش از داستان در کمیک به‌دنبال دگما روایت شده است. جی و باب ساکت تصمیم می‌گیرند به نیوجرسی بازگردند. پیش از رفتن، با بثانی اسلون (لیندا فیورنتینو)، یک کارمند کلینیک سقط جنین که کاتولیک است و ایمان خود به خدا را از دست داده، ملاقات می‌کنند.
بثانی، بی‌آن‌که بداند، واپسین بازماندهٔ عیسی است و مأموریت دارد تا از ورود دو فرشتهٔ رانده‌شده، بارتلبی (بن افلک) و لوکی (مت دیمون)، به کلیسایی در نیوجرسی جلوگیری کند. این دو پس از رانده شدن از بهشت، متوجه شده‌اند که اگر بال‌های خود را از دست بدهند، گناهانشان آمرزیده شود و بمیرند (به‌جز خودکشی)، می‌توانند دوباره وارد بهشت شوند. بارتلبی تصمیم می‌گیرد وارد کلیسایی شود که طبق مقررات خاصی، ورود به آن باعث آمرزش کامل گناهان می‌شود. اگر آن دو به این روش به بهشت بازگردند، ارادهٔ خدا را نقض خواهند کرد و این باعث نابودی کل آفرینش خواهد شد.
متاترون (آلن ریکمن) به بثانی می‌گوید که باید از دو نفر پیروی کند که خود را «پیامبر» می‌نامند. این دو نفر در واقع جی و باب ساکت هستند که بثانی را از دست چند مهاجم نجات می‌دهند. بثانی آن‌ها را پیامبر می‌پندارد چون حرف جی را که گفته بود «می‌تونستم تو نیوجرسی بمونم و دست‌کم یه سودی ببرم» اشتباه شنیده بود. هرچند جی در ابتدا فقط دنبال رابطه جنسی است، آن دو در نهایت می‌پذیرند که با بثانی همراه شوند.
جی و باب ساکت نقش خود را به‌عنوان پیامبر ایفا می‌کنند. آن‌ها ورود روفوس (کریس راک)، حواری سیزدهم، را پیش‌بینی می‌کنند؛ کسی که به‌دلیل سیاه‌پوست بودن از کتاب مقدس حذف شده بود. جی و باب دیگران را نزد سرندیپیتی، موز سابق که اکنون انسان است (سلما هایک)، هدایت می‌کنند. آن‌ها ابزار الهی‌ای را به دست می‌آورند که می‌تواند از عزرائیل جلوگیری کند و جی مکان خدا را افشا می‌کند (با نام جعلی «جان دو جرزی»). در نهایت، گرچه به‌طور ناخواسته، آن‌ها راه‌حلی را در اختیار بثانی قرار می‌دهند که از وقوع آرماگدون جلوگیری می‌کند. روفوس همچنین فاش می‌کند که جی هنگام خودارضایی به خیال‌های همجنس‌گرایانه فکر می‌کند. جی برای آرام‌کردن باب ساکت، که از شنیدن این موضوع ناراحت شده، توضیح می‌دهد که «همیشه» به مردها فکر نمی‌کند.
در جریان سفر، آن‌ها با بارتلبی و لوکی، و همچنین گروهی از شیاطین روبه‌رو می‌شوند که علیه جهنم شوریده‌اند و می‌خواهند با فرشتگان برای پایان دادن به جهان همکاری کنند. باب ساکت در قطاری در حال حرکت، فرشتگان شورشی را به بیرون پرت می‌کند و پس از آن، جمله‌ای به زبان می‌آورد: «بلیط نداشتن»، که ارجاعی است به فیلم ایندیانا جونز و آخرین جنگ صلیبی. مسافری نگران که از شنیدن این سخن شگفت‌زده شده، به او خیره می‌ماند.
در کلیسا، جی و باب ساکت به همراه دیگران تلاش می‌کنند جلوی ورود فرشتگان را بگیرند. لوکی تغییر عقیده می‌دهد و سعی می‌کند به آن‌ها کمک کند، اما بارتلبی او را می‌کشد. تلاش‌های گروه برای متوقف کردن بارتلبی شکست می‌خورد — در واقع، جی ناخواسته با شلیک به بال‌های بارتلبی با مک-۱۰ او را فانی می‌کند. در این لحظه، خدا (آلانیس موریست) ظاهر می‌شود و نظم را بازمی‌گرداند. پس از آن‌که جی با فحاشی به سرندیپیتی و روفوس حمله‌ور می‌شود، فیلم با این پیشنهاد او پایان می‌یابد که باب ساکت و خودش بثانی را به فروشگاه «کوییک استاپ» ببرند.
در تیتراژ پایانی اعلام می‌شود که جی و باب ساکت در فیلم فروشنده‌ها، قسمت دوم بازخواهند گشت.

### جی و باب ساکت پاتک می‌زنند(۲۰۰۱)
داستان این فیلم هشت سال پس از رویدادهای فروشنده‌ها رخ می‌دهد. به‌دلیل مزاحمت‌های بیش از حد، فروش مواد مخدر، و شایعه‌پراکنی دربارهٔ رابطهٔ دانته و رندال گریوز (جف اندرسون)، آن دو از سوی این دو کارمند مورد شکایت قرار می‌گیرند و حکم ممنوعیت تماس علیه‌شان صادر می‌شود. بر اساس این حکم، جی و باب ساکت دست‌کم به‌مدت یک سال نباید به شعاع ۳۰ متری فروشگاه «کوییک استاپ» یا «آر.اس.تی. ویدیو» نزدیک شوند. حالا که جایی برای پرسه‌زدن ندارند، تصمیم می‌گیرند به دیدار برودی (جیسون لی) بروند و از طریق او می‌فهمند که شرکت میرامکس در حال ساخت فیلمی از کمیک بلانت‌من و کرانیک است.
آن‌ها به سراغ هولدن می‌روند تا حق‌الزحمهٔ استفاده از چهره‌هایشان را بگیرند، اما متوجه می‌شوند که او سهم خود از این کمیک را به بَنکی ادواردز (که او هم جیسون لی است) فروخته است. هولدن آن‌ها را با اینترنت آشنا می‌کند و آن‌ها درمی‌یابند که بسیاری از کاربران، ساخت این فیلم را «فروختن خود» به میرامکس دانسته و به جی و باب ساکت توهین کرده‌اند. آن دو برای دفاع از حیثیت خود تصمیم می‌گیرند راهی هالیوود شوند تا از ساخته‌شدن فیلم جلوگیری کنند یا دست‌کم سهم پول خود را بگیرند.
پس از آن‌که بدون بلیط از سوار شدن به اتوبوس منع می‌شوند، تصمیم می‌گیرند با اتومبیل دیگران سفر کنند. آن‌ها به رستورانی در ویو اسکیونیورس می‌روند و آنجا جی در نگاه نخست عاشق جاستیس (شانون الیزابت) می‌شود؛ زنی که وانمود می‌کند فعال حقوق حیوانات است، اما در واقع دزد بین‌المللی جواهرات است. جاستیس پیشنهاد می‌دهد آن‌ها را سوار کند، به شرط آن‌که وانمود کنند قرار است به آزمایشگاه حیوانات نفوذ کنند و حیوانات را آزاد سازند. همراهان او — کریسی (الی لارتر)، میسی (جنیفر شوالباک اسمیت), و سیسی (الیزا دوشکو) — از این تصمیم خوشحال نیستند.
درون مرکز تحقیقاتی، جی و باب ساکت یک تفنگ آرام‌بخش و یک اورانگوتان به نام سوزان (اشاره‌ای به پایان فیلم پاساژگردها) پیدا می‌کنند. پس از آزاد کردن او، باب ساکت نسبت به دیگر حیوانات دل‌سوزی نشان می‌دهد و آن‌ها را نیز رها می‌کنند. در همین حال، آن چهار زن با الماس‌ها می‌گریزند و یک بمب در ون کار می‌گذارند. جی و باب ساکت انفجار را می‌بینند و گمان می‌برند جاستیس کشته شده، اما پیش از رسیدن پلیس فرار می‌کنند.
مارشال فدرال حیات وحش، ویلن‌هالی (ویل فرل) وارد ماجرا می‌شود. چون موضوع مربوط به آزادی حیوانات است، سوزان به دست سرنشینان خودرویی با نام «حیوانات هالیوود» می‌افتد. جی با تأسف می‌گوید آن‌ها دیگر سوزان را نخواهند دید، اما باب ساکت — عصبانی و بلند — توضیح می‌دهد که آن نوشته روی ماشین به این معناست که احتمالاً دوباره سوزان را در هالیوود خواهند دید (و جی را «احمق» خطاب می‌کند چون از حرکات او در لحظهٔ دزدیده‌شدن اورانگوتان چیزی نفهمیده بود).
سرانجام، آن‌ها سوار ماشینی می‌شوند و به هالیوود می‌رسند. آنجا از دست نگهبانی (دیدریک بیدر) فرار می‌کنند و از میان صحنه‌های چندین فیلم عبور می‌کنند؛ از جمله ویل هانتینگ نابغه ۲: فصل شکار. سوزان را روی صحنهٔ فیلم خیالی جیغ ۴ می‌یابند که در آن نقش قاتلی نقاب‌دار را بازی می‌کند.
در حالی که گروهی از نگهبانان به‌دنبال آن‌ها هستند، با دوچرخه از روی سکو پرش می‌کنند (ارجاعی به صحنهٔ ماه معروف در فیلم ئی.تی. موجود فرازمینی) و از پنجره وارد ساختمانی در نزدیکی می‌شوند. از قضا، آن‌ها در اتاق گریم جیمز ون در بیک (از داوسونز کریک) و جیسن بیگز (از پای آمریکایی) فرود می‌آیند که در حال بازی در نقش جی و باب ساکت در فیلم بلانت‌من و کرانیک هستند. باب ساکت از این‌که نسخهٔ کمیکی او را «اون پسرک پای‌باز» بازی می‌کند، ناراحت می‌شود.
پس از فهمیدن این موضوع، جی و باب در گوشه‌ای با هم مشورت می‌کنند تا آن دو بازیگر را کتک بزنند، اما سوزان پیش‌دستی می‌کند و آن‌ها را به باد کتک می‌گیرد. جی و باب ساکت به او تفنگ آرام‌بخش می‌دهند و رهایش می‌کنند تا در مسیر کانال‌های تهویه حرکت کند.
آن‌ها لباس شخصیت‌های بلانت‌من و کرانیک را می‌پوشند تا کسی متوجهشان نشود، اما اشتباهاً به‌جای ون در بیک و بیگز به صحنهٔ فیلم‌برداری برده می‌شوند. با وجود بی‌اطلاعی از نقش خود، فیلم‌برداری آغاز می‌شود. جی و باب ساکت با دشمن این دو شخصیت، یعنی کاک‌ناکر (کیرکوب، خشتک‌زن) (مارک همیل) وارد نبرد می‌شوند و در نهایت، دست او را قطع می‌کنند.
در این لحظه، جاستیس وارد صحنه می‌شود و عشقش به جی را ابراز می‌کند و اعتراف می‌کند که دزد حرفه‌ای جواهرات است. جی نیز، بی‌تعارف، او را می‌بخشد و آن دو همدیگر را می‌بوسند. ویلن‌هالی با یک تفنگ شکاری وارد می‌شود و بلافاصله پس از او، میسی، کریسی و سیسی نیز می‌رسند. جاستیس و سیسی با یکدیگر درگیر می‌شوند و در همین حال، میسی و کریسی با ویلن‌هالی درگیر تیراندازی می‌شوند.
در میانهٔ آشوب، جی و باب ساکت بَنکی را پیدا کرده و خواستار دریافت سهمشان می‌شوند. بَنکی امتناع می‌کند، چون میرامکس پول زیادی برای فیلم به او داده است. باب ساکت پس از مدتی سکوتش را می‌شکند و برای بَنکی توضیح می‌دهد که چرا اگر به خواسته‌هایشان تن ندهد، قابل پیگرد قانونی خواهد بود. بَنکی در نهایت موافقت می‌کند که نیمی از درآمدش از فیلم را به آن‌ها بدهد.
پس از پایان درگیری، ویلن‌هالی از زمین بلند می‌شود، در حالی که تصور می‌کند میسی و کریسی را کشته است. در همین لحظه، سوزان با شلیک تیر آرام‌بخش به نشیمنگاه او، وی را از پا درمی‌آورد. جاستیس از موقعیت استفاده می‌کند و پیشنهاد می‌دهد اگر خودش همراه با میسی، سیسی و کریسی تسلیم شود و در ازای کاهش مجازات، اتهام‌های واردشده به جی و باب ساکت حذف شود، ویلن‌هالی می‌تواند او را به اف‌بی‌آی معرفی کند. ویلن‌هالی می‌پذیرد و جاستیس از جی می‌خواهد منتظر او بماند.
بَنکی به سراغ جی و باب ساکت می‌آید و به آن‌ها می‌گوید که حالا ثروتمند شده‌اند. جی اما از این‌که با وجود تمام تلاششان نتوانسته‌اند مانع توهین‌های اینترنتی شوند، ناراضی است. آن‌ها تصمیم می‌گیرند که تنها راه پایان دادن به این ماجرا این است که با ثروت تازه‌شان، سراغ همهٔ کسانی که به آن‌ها توهین کرده‌اند، از جمله بچه‌ها و روحانیون، بروند و حسابشان را برسند. این صحنه با آهنگ «Kick Some Ass» از گروه استروک ۹ همراه است.
در تیتراژ پایانی اعلام می‌شود که جی و باب ساکت «ساختمان را ترک کرده‌اند».

### فروشنده‌ها، قسمت دوم(۲۰۰۶)
سیزده سال پس از ماجراهای فروشنده‌ها و پنج سال پس از جی و باب ساکت پاتک می‌زنند، جی و باب ساکت وارد دههٔ سوم زندگی خود شده‌اند و پس از بازداشت و رفتن اجباری به ترک اعتیاد، اکنون به‌طور جدی عضو معتادان گمنام شده‌اند.
پس از خروج از مرکز ترک اعتیاد، آن‌ها پاک هستند، اما همچنان به فروش مواد ادامه می‌دهند و در عین حال تلاش می‌کنند پیام خدا را با زبانی شبیه تبلیغ دینی مسیحی به دیگران منتقل کنند. در یکی از صحنه‌ها، جی به دو مشتری پیشنهاد می‌کند کتاب مقدس «لعنتی مقدس» را بخوانند. فروشگاهی که دانته در آن کار می‌کرد، به‌خاطر روشن‌ماندن قهوه‌جوش توسط رندال آتش گرفته و آن دو به رستوران فست‌فود در ویو اسکیونیورس منتقل شده‌اند. جی و باب ساکت نیز آن دو را به آنجا دنبال می‌کنند.
در آغاز فیلم، جی از فروشندگی مواد خسته شده و به فکر مسیرهای دیگر زندگی می‌افتد. در یکی از صحنه‌ها، وقتی باب ساکت نوار کاست آهنگ «خداحافظ اسب‌ها» از کیو لازاروس را در ضبط‌صوت می‌گذارد، جی شروع به رقص می‌کند تا با کسالت که نخستین گام بازگشت به اعتیاد است، مقابله کند. او دقیقاً همان رقص معروف بیل بوفالو در فیلم سکوت بره‌ها را اجرا می‌کند، حتی با ژست «جمع‌کردن» اندام جنسی، اگرچه گفته می‌شود جی این رقص را پیش از انتشار آن فیلم هم انجام می‌داده است.
نزدیک پایان فیلم، آن‌ها همراه با دانته، الیاس گروور (ترور فرمن) و رندال به‌خاطر برگزاری مهمانی‌ای که در آن نمایش الاغ برگزار شده و جشن خداحافظی دانته بوده، بازداشت می‌شوند. جی و باب ساکت نیز به‌دلیل همراه داشتن مواد که نقض تعهد قضایی آن‌ها بود، بازداشت شده‌اند. آن‌ها شاهد درگیری بین دانته و رندال در زندان هستند، اما ابتدا کمکی نمی‌کنند؛ باب ساکت هم نمی‌تواند مثل همیشه جمله‌ای حکیمانه بگوید و فقط از جی انتقاد می‌کند که هیچ‌وقت حرف مفیدی نمی‌زند. رندال می‌خواهد با دانته فروشگاه «کوییک استاپ» را دوباره راه‌اندازی کند، اما هیچ‌کدام پول کافی ندارند. جی و باب ساکت پیشنهاد می‌دهند بخشی از پول حق امتیاز فیلم بلانت‌من و کرانیک را بدهند، به شرط آن‌که اجازه داشته باشند دوباره جلوی فروشگاه پرسه بزنند و پلیس هم آن‌ها را دستگیر نکند. پس از بازگشایی فروشگاه، جی و باب ساکت به همان‌جایی برمی‌گردند که سال‌ها پیش بودند، و دوباره رقص «خداحافظ اسب‌ها» را آغاز می‌کنند.

### فیلم کارتونی بسیار بانمک جی و باب ساکت!(۲۰۱۳)
پس از آن‌که جی و باب ساکت از طریق یک کارت خراش در فروشنده‌ها ده میلیون دلار برنده می‌شوند، تصمیم می‌گیرند به ابرقهرمانان بلانت‌من و کرانیک (طنزی از بتمن و رابین) تبدیل شوند. آن‌ها در زیر فروشگاه ویدئو آر.اس. تی، یک دژ انزوا مخفی می‌سازند و تمام ابزارها و تجهیزات لازم را برای تبدیل شدن به مبارزان جرم تهیه می‌کنند. آن‌ها حتی پیش‌خدمت شخصی خود به نام آلبرت (طنزی از آلفرد پنی‌ورث) را استخدام می‌کنند.
در جریان مبارزه با جرم، آن‌ها به‌طور ناخواسته چند دشمن ابرقدرت برای خود خلق می‌کنند که با هم گروهی به نام «اتحادیه گه‌خورها» را تشکیل می‌دهند. اعضای این گروه عبارت‌اند از لزبین ماتیکی، کله‌کیری، گروه‌خبری، کاک‌ناکر، و ددلر. در مراسمی که قرار است بلانت‌من و کرانیک کلید شهر رد بنک، نیوجرسی را دریافت کنند، اتحادیه گه‌خورها به آن‌ها حمله می‌کند و آن دو را بیهوش می‌سازد. سپس آن‌ها تلاش می‌کنند وارد «غار بلانت» شوند، که این اقدام باعث کشته‌شدن گروه‌خبری و ددلر می‌شود (در اثر سقوط دیواری که ورودی مخفی غار را آشکار می‌کند). لزبین ماتیکی، آلبرت را از پشت به‌شدت زخمی می‌کند و بلانت‌من و کرانیک را درون بانگ غول‌پیکری می‌اندازد که به‌آهستگی از آب پر می‌شود. پس از ترک قهرمانان، دشمنان به شهر رد بنک حمله‌ور می‌شوند و هرکس را در مسیر خود می‌کشند. آلبرت با آخرین رمق خود قهرمانان را نجات می‌دهد و سپس می‌میرد.
در حالی که به‌دنبال انتقام از مرگ آلبرت هستند، بلانت‌من و کرانیک با جت بلانت به‌سوی رد بنک پرواز می‌کنند تا شهر را از دست آشوب‌های «اتحادیه گه‌خورها» نجات دهند. نبردی حماسی درمی‌گیرد: بلانت‌من، کله‌کیری (دیک‌هد) را با فریب دادن او و فرستادنش به بار همجنس‌گرایان از میدان خارج می‌کند، و کرانیک «کاک‌ناکر» را با یک شیشهٔ شکستهٔ آبجو می‌کشد. «لزبین ماتیکی» اسلحه می‌کشد و قصد دارد به‌سوی بلانت‌من و کرانیک شلیک کند، اما به‌طرزی معجزه‌آسا توسط قهرمان تازه‌ای به نام «بلانت‌گرل» نجات می‌یابند. بلانت‌گرل به‌تنهایی لزبین ماتیکی را شکست می‌دهد و علاقه‌ای عاشقانه به بلانت‌من از خود نشان می‌دهد. کرانیک حسادت می‌کند و میل خود به آمیزش جنسی مقعدی را ابراز می‌کند. بلانت‌گرل می‌پذیرد، اما با یک آلت مصنوعی کرانیک را مورد دخول قرار می‌دهد، که باعث نارضایتی او می‌شود. بلانت‌گرل از بلانت‌من می‌پرسد که آیا او هم تجربه‌ای مشابه داشته است، و او پاسخ می‌دهد: «آره، وقتی بن افلک نقش بی‌باک روبازی کرد».
در تیتراژ آمده است: «جی و باب ساکت در فروشنده‌ها ۳ بازخواهند گشت.»
در صحنهٔ پس از تیتراژ، جی و باب ساکت با استن لی ملاقات می‌کنند که به آن‌ها می‌گوید انتقام‌جویان  در راه است. بلافاصله بعد، دکتر امت براون با ماشین زمان می‌آید و از آن‌ها می‌خواهد در بازگشت به آینده به او کمک کنند.

### ریبوت جی و باب ساکت(۲۰۱۹)
سال‌ها پس از فروشنده‌ها، قسمت دوم، جی و باب ساکت فروشگاه سابق ویدئو «آر.اس. تی» را به رستورانی جعلی ساندویچ مرغ تبدیل کرده‌اند که در واقع پوششی برای یک مرکز غیرقانونی فروش ماری‌جوآنا است. فیلم با دستگیری آن‌ها آغاز می‌شود و سپس دادگاه حکم می‌دهد که حق استفاده از نام «جی و باب ساکت» را از دست می‌دهند. شرکت سابان فیلمز نیز در حال ساخت فیلم جدیدی به نام بلانت‌من علیه کرانیک است.
جی و باب به دیدار برودی بروس (جیسون لی) می‌روند که آن‌ها را از ساخت ریبوت کمیک بلانت‌من و کرانیک آگاه می‌کند؛ فیلمی که کوین اسمیت کارگردان آن است. فیلم تقریباً کامل شده، اما صحنه‌ای مهم قرار است در گردهمایی سالانهٔ طرفداران با نام «کرانیک-کان» در هالیوود فیلم‌برداری شود. جی و باب سه روز وقت دارند تا خود را به لس آنجلس برسانند، جلوی پایان فیلم را بگیرند و هویت خود را پس بگیرند.
آن‌ها وارد شیکاگو می‌شوند، جایی که جی می‌فهمد دوست‌دختر پیشینش، جاستیس (شانون الیزابت) اکنون گزارشگر آب‌وهواست. آن دو به دیدار او می‌روند و جاستیس می‌گوید که از رفتارش دل‌شکسته شده، چون هیچ‌گاه به دیدنش در زندان نرفته است. او اکنون ازدواج کرده و دختری از جی دارد به نام «میلی‌نیوم (میلی) فالکن» (هارلی کوئین اسمیت). جاستیس جی را به دخترشان و دوست صمیمی‌اش «سوپی» (ترشل ادموند) معرفی می‌کند، اما از او می‌خواهد هویتش را برای میلی فاش نکند.
جاستیس به تعطیلات می‌رود و میلی جی را مجبور می‌کند تا همراه سوپی او را به هالیوود ببرد. میلی به جی و باب ساکت خوراکی حاوی مواد مخدر قوی می‌دهد و آن‌ها در بزرگراهی در نیواورلئان به‌هوش می‌آیند، جایی که با دو دوست دیگر میلی به نام‌های «جهاد» (آپارنا بریل) و «شان یو» (آلیس ون) آشنا می‌شوند. دخترها می‌گویند که قصد دارند به «کرانیک-کان» بروند، زیرا شان یو طرفدار بزرگ فیلم اول بلانت‌من و کرانیک است و آرزوی حضور در آن همایش را دارد. آن‌ها یک ون می‌دزدند و به‌سوی کالیفرنیا حرکت می‌کنند. میلی در راه به جی می‌گوید که دلیل رفتار بدش، نداشتن پدر در زندگی‌اش بوده است.
جی و باب ساکت توسط گروه رها می‌شوند و به‌دنبال یافتن ون می‌روند. آن را در منطقه‌ای متروکه پیدا می‌کنند، جایی که کو کلاکس کلن دخترها را ربوده و در حال برگزاری گردهمایی است. باب ساکت یک کاپوت کلن را می‌دزدد و خود را به‌عنوان «اژدهای اعظم» جدید جا می‌زند و با سخنرانی از فیلم گلن‌گری گلن راس (با بازی الک بالدوین) حواس اعضای کلن را پرت می‌کند. در همین حال، جی دخترها را نجات می‌دهد. آن‌ها با پرتاب یک توالت سیار به‌سوی اعضای کلن فرار می‌کنند.
گروه خود را به «کرانیک-کان» می‌رسانند و پنهانی وارد می‌شوند. جی و باب نقشه دارند تا فیلم‌برداری را خراب کنند، در حالی که دخترها می‌خواهند در فیلم به‌عنوان سیاهی‌لشکر ظاهر شوند تا آرزوی شان یو برآورده شود. پس از خداحافظی، جی میلی را در آغوش می‌کشد و به او می‌گوید که به او افتخار می‌کند.
جی و باب پس از تلاش برای عبور از نگهبان آشنا (دیدریک بیدر) تحت تعقیب قرار می‌گیرند و در نهایت وارد اتاقی خالی می‌شوند، جایی که با هولدن مک‌نیل (بن افلک) روبه‌رو می‌شوند که تازه یک پادکست با آلیسا (جوی لورن آدامز) ضبط کرده است. هولدن اسپرم خود را به آلیسا و همسرش (ویرجینیا اسمیت) اهدا کرده تا آن‌ها بچه‌دار شوند و او نیز در تربیت فرزند نقش دارد. هولدن می‌گوید پدر شدن، هدف تازه‌ای به او داده است. این حرف‌ها جی را متحول می‌کند و او تصمیم می‌گیرد پدر بودن را به انجام مأموریت ترجیح دهد. هولدن به آن‌ها کارت مهمان ویژه می‌دهد تا بتوانند به صحنهٔ فیلم‌برداری دسترسی پیدا کنند.
میلی متوجه شباهت ظاهری باب با کوین اسمیت می‌شود. او پنهانی وارد پشت‌صحنه می‌شود و اسمیت را بیهوش می‌کند و لباس‌هایش را به باب می‌دهد تا جا بزند. آن‌ها میلی و شان یو را روی صحنه می‌برند تا صحنهٔ پایانی را فیلم‌برداری کنند، اما شان یو فریب را می‌فهمد و باب را بی‌هوش می‌کند و کوین اسمیت واقعی را وارد صحنه می‌سازد. باب از سالن پرت می‌شود و شان یو افشا می‌کند که جاسوس کا.گ.ب است و می‌خواهد همایش‌های فرهنگ مردمی آمریکا را نابود کند. جی در این لحظه به میلی می‌گوید که پدر اوست. باب که به‌هوش آمده، زره فلزی عظیمی به نام «آیرن باب» را که برای صحنهٔ فیلم آماده شده بود، می‌پوشد و شورشی در صحنه به‌راه می‌اندازد و شان یو و افرادش را خلع سلاح می‌کند.
پس از بازگشت به خانه، جی فیلم فروشنده‌ها را به میلی نشان می‌دهد و ماجراهای خودش و باب را، از جمله دیدار با جاستیس، برای او تعریف می‌کند. دانته هیکس (برایان اوهالوران) می‌آید تا فروشگاه «کوییک استاپ» را باز کند و گله می‌کند که کرکره‌ها دوباره گیر کرده‌اند. جی در پایان فاش می‌کند که این کار، تمام مدت، کار خودش و باب ساکت بوده است.

### فروشنده‌ها ۳(۲۰۲۲)
مدتی بعد، جی و باب ساکت فروشگاه پیشین «آر.اس. تی ویدیو» را این‌بار به‌صورت قانونی به مرکز فروش ماری‌جوآنا تبدیل می‌کنند، هرچند هنوز هم برای خاطره‌بازی جلوی فروشگاه مواد می‌فروشند. این دو نفر برای بازی در نقش خودشان در فیلم رندال دربارهٔ زندگی‌شان در فروشگاه «کوییک استاپ» دعوت می‌شوند و در کنار آن، به‌عنوان فیلم‌بردار هم فعالیت می‌کنند. باب ساکت پیشنهاد می‌دهد فیلم را سیاه‌وسفید ضبط کنند، چون هم رنگ بد فروشگاه را می‌پوشاند و هم به‌عنوان نمادی از این‌که فرهنگ سرمایه‌داری رنگ را از زندگی آن‌ها گرفته، قابل تعبیر است. جی به‌عنوان بازیگر، اعتمادبه‌نفس پایینی دارد؛ حاضر نیست در یکی از صحنه‌های کلیدی برقصد مگر آن‌که همهٔ گروه فیلم‌برداری محل را ترک کنند. او همچنین در گفتن ضرب‌المثل لازانیایی‌اش به دانته مشکل دارد و همین باعث می‌شود باب ساکت با ناامیدی پیشنهاد دهد خودش دیالوگ را بگوید. این صحنه‌ها، اشاره به رویدادهای واقعی پشت‌صحنهٔ فیلم نخست فروشنده‌ها دارند.
در صحنهٔ «کوسهٔ سالسا»، جی و باب ساکت در آغاز با علاقه انفجار احساسی دانته را فیلم‌برداری می‌کنند، اما وقتی درمی‌یابند که شاهد دعوایی عاطفی بین او و رندال هستند، بی‌صدا دوربین را خاموش می‌کنند. این درگیری منجر به حملهٔ قلبی دانته می‌شود. آن‌ها بعدها به رندال کمک می‌کنند تا حواس پرسنل بیمارستان را پرت کند تا بتواند نسخهٔ نهایی فیلم را به دانته نشان دهد. پس از مرگ دانته، جی و باب ساکت همراه با میلی در مراسم خاک‌سپاری شرکت می‌کنند. میلی بعدها به‌عنوان کارمند در فروشگاه «کوییک استاپ» مشغول به کار می‌شود. وقتی بلاک‌چین (آستین زاجور) و الیاس با موفقیت ان‌اف‌تی خود روبه‌رو می‌شوند، جی و باب ساکت برای جشن گرفتن مقداری ماری‌جوآنا به آن‌ها تعارف می‌کنند و سپس با هم به بادبادک‌بازی می‌روند.

## تلویزیون

### فروشنده‌ها: سریال کارتونی(۲۰۰۰–۲۰۰۲)
در فروشنده‌ها: مجموعهٔ پویانمایی، ماجراجویی‌های جی و باب ساکت جلوی فروشگاه «کوییک استاپ» در کنار دانته و رندال ادامه دارد. در یکی از قسمت‌ها، آن دو به‌جای مواد، ترقهٔ غیرقانونی می‌فروشند. رویدادهای این مجموعه الزاماً با دیگر آثار ویو اسکیونیورس هم‌خوان نیست. باب ساکت، مانند سبک همیشگی‌اش در فیلم‌ها، تنها یک‌بار در هر قسمت حرف می‌زند. در این مجموعه مشخص می‌شود که جی ۲۶ سال دارد (یک سال از دانته و رندال کوچک‌تر است)، اما هنوز در کلاس چهارم ابتدایی است، چون چندین بار مردود شده.
در بیشتر قسمت‌ها، جی و باب ساکت در اعلان خدمات عمومی ظاهر می‌شوند و دربارهٔ نکات ایمنی، درس‌های علمی یا تردستی‌ها صحبت می‌کنند. هنگام معرفی خود به کودکان، چارلز بارکلی نیز ظاهر می‌شود، اما جی بلافاصله او را بیرون می‌کند. در یکی از آیتم‌ها به نام «علم می‌گوید»، بارکلی تلاش می‌کند دربارهٔ اهمیت علم به یک کودک توضیح دهد، اما جی و باب ساکت سر می‌رسند و او را کتک می‌زنند تا یادآوری کنند که فقط آن‌ها مجاز به اجرای این بخش‌ها هستند. باب ساکت در این قسمت‌ها پرحرف‌تر از همیشه است.
در قسمت پایانی سریال با عنوان «آخرین قسمتِ همیشه»، مشخص می‌شود که جی پویانمای اصلی برنامه است و مرتب ظاهر فیزیکی دانته و رندال را بازطراحی می‌کند (شبیه به یکی از شوخی‌های باگز بانی در اردک آشفته).

## کمیک‌ها

### فروشنده‌ها (کمیک)(۱۹۹۸)
جی و باب ساکت در بسیاری از کمیک‌های فروشنده‌ها در نقش‌های فرعی ظاهر می‌شوند.
- در فروشنده‌ها: کتاب کمیک، تجارت مواد آن‌ها با محبوبیت ناگهانی اکشن فیگورهای جنگ‌های ستاره‌ای تحت‌تأثیر قرار می‌گیرد. آن دو برای نجات تجارتشان، کامیون حامل اسباب‌بازی‌ها را می‌ربایند و در محوطه‌ای مخفی پشت فروشگاه می‌برند. آن‌ها فیگورها را با قیمت بسیار پایین می‌فروشند و ارزششان را نابود می‌کنند.
- در فروشنده‌ها: ویژه‌برنامهٔ تعطیلات، آن‌ها برای بابا نوئل کار می‌کنند که در آپارتمانی میان فروشگاه «کوییک استاپ» و «آر.اس. تی ویدیو» مستقر شده. آن دو در ساخت اسباب‌بازی‌ها مشارکت دارند.
- در فروشنده‌ها: صحنهٔ گم‌شده، آن‌ها در بخش ابتدایی و پایانی کمیک ظاهر می‌شوند، که طنزی از کمیک‌های قصه‌هایی از سرداب است.

### به‌دنبال دگما(۱۹۹۸–۱۹۹۹)
بین رویدادهای به دنبال ایمی و دگما، جی و باب ساکت تصمیم می‌گیرند به شرمر در ایالت ایلینوی بروند و در آن‌جا به «پایگاه بلانت» تبدیل شوند، چون فکر می‌کنند همهٔ پسرهای آن‌جا مزخرف‌اند و دخترها دنبال آن‌ها خواهند بود. اما وقتی به شیکاگو می‌رسند، درمی‌یابند که شهر شرمر وجود خارجی ندارد.
از آن‌جا که بسیاری از این رویدادها بعدها در فیلم جی و باب ساکت پاتک می‌زنند (۲۰۰۱) بازسازی شدند، همهٔ وقایع این کمیک الزاماً با دیگر بخش‌های ویو اسکیونیورس هم‌راستا نیستند.

## بازی‌های ویدیویی

### جی و باب ساکت: نبرد در پاساژ
شرکت Interabang Entertainment با همکاری Spoony Bard Productions بازی جی و باب ساکت: نبرد در پاساژ را به‌عنوان اثری از لیمیته ران گیمز برای نینتندو عرضه کرد. بعداً اعلام شد که این بازی به‌شکل دیجیتال نیز منتشر خواهد شد. این بازی با گرافیک ۸ بیتی و در سبک کلاسیک بزن‌وبرو دههٔ ۱۹۸۰ ساخته شده و در ۷ مهٔ ۲۰۲۰ برای استیم و نینتندو سوئیچ منتشر شد. نسخهٔ پلی‌استیشن ۴ نیز توسط Limited Run Games عرضه شد و شامل آخرین نسخهٔ اصلاح‌شده موسوم به نسخهٔ آرکید بود. این به‌روزرسانی برای نسخه‌های استیم، پلی‌استیشن ۴ و نینتندو سوئیچ هم منتشر شد، اما نسخهٔ NES همچنان همان نسخهٔ اولیه و بدون اصلاح باقی مانده است.

### جی و باب ساکت: مشت بلانت مزمن
در فوریهٔ ۲۰۱۶، شرکت Interabang از ساخت بازی جی و باب ساکت: مشت بلانت مزمن خبر داد؛ یک بازی بزن‌وبرو به سبک کسل کرشرز که در آن جی و باب ساکت در مرکز خریدی به نام «برزخ» با افراد شرور می‌جنگند. در این بازی، بازیکنان می‌توانند علاوه بر مبارزهٔ فیزیکی، از توهین به‌عنوان ضربهٔ نهایی استفاده کنند. این بازی با مشارکت کوین اسمیت در حال توسعه است و بخشی از ویو اسکیونیورس به‌شمار می‌رود.
Interabang برای تأمین بودجهٔ ۴۰۰ هزار دلاری بازی، از پلتفرم فیگ استفاده کرد و موفق شد بیش از ۴۳۵ هزار دلار جمع‌آوری کند.

### جی و باب ساکت: واقعیت مجازی
در آوریل ۲۰۱۸، کوین اسمیت اعلام کرد که قراردادی را برای ساخت پروژه‌ای زنده در قالب واقعیت مجازی با بخش «وی‌آر» شرکت اس‌تی‌اکس انترتینمنت به نام STXsureal امضا کرده است.

### سایر موارد
در سال ۲۰۱۲، دو بازی موبایلی با حضور جی و باب ساکت برای دستگاه‌های آی‌اواس منتشر شد. یکی از آن‌ها با عنوان بیش از حد چاق برای پرواز بود که در آن باب ساکت با تیرکمان پرتاب می‌شود و باید بدون برخورد با موانع، در هوا باقی بماند. بازی دیگر، بگذار برقصیم نام داشت و یک بازی رقص در سبک انقلاب رقص بود.
جی و باب ساکت همچنین در دو ویدئوی تبلیغاتی برای بازی موبایلی دفاع از برج گیاهان علیه زامبی‌ها ۲ در سال ۲۰۱۳ ظاهر شدند.
این دو شخصیت در بازی ماجراجویی-کمدی دوشنبهٔ رندال که در ۱۲ نوامبر ۲۰۱۴ منتشر شد نیز حضور دارند. جیسون میوز در این بازی نقش جی را دوباره ایفا می‌کند. با این حال، علی‌رغم حضور این شخصیت‌ها و بازی جف اندرسون در نقش رندال، بازی ارتباطی داستانی با دنیای ویو اسکیونیورس ندارد.
جی و باب ساکت همچنین در بازی تیراندازی اول‌شخص ندای وظیفه: بلک آپس ۶ (۲۰۲۴) به‌عنوان شخصیت‌های قابل بازی حضور دارند، به‌همراه نسخه‌های ابرقهرمانی‌شان یعنی «بلانت‌من و کرانیک».

## حضورهای دیگر

### سینما
- جیغ ۳ (نقش کوتاه)
- مگس‌پرانی  (کوین اسمیت در این فیلم با نام باب ساکت نقش دارد. جیسون میوز نیز حضور دارد، اما در نقشی متفاوت. شخصیت اسمیت همان لباس چرمی را بر تن دارد که در پاساژگردها پوشیده بود)

### تلویزیون
- برنامهٔ افتتاحیهٔ Mallrats در ام‌تی‌وی
- آیتم‌های کوتاه جی و باب ساکت در ام‌تی‌وی
- برنامهٔ من عاشق دههٔ نودم در وی‌اچ‌وان (آیتم‌های «جی و باب ساکت برنامهٔ محبوبت رو تغییر نام می‌دن» و «پسرهایی که براشون حاضر بودیم همجنس‌گرا بشیم»)
- دگراسی: نسل بعدی — جی و باب ساکت (به‌همراه آلانیس موریست) در سه قسمت از فصل چهارم این مجموعه برای فیلم‌برداری فیلم خیالی جی و باب ساکت کانادایی می‌شن، هان؟ حضور دارند و در دو قسمت از فصل پنجم برای نمایش افتتاحیهٔ جهانی این فیلم بازمی‌گردند.
- سریال چشم، عزیزم فصل ۴، قسمت ۱۹ — کوین اسمیت در نقش خودش ظاهر می‌شود و در پایان بخش کوتاهی در نقش باب ساکت اجرا می‌کند.
- در سریال فلش (۲۰۱۴)، قسمت «بی‌اثر و آزاردهنده» — اسمیت و میوز در نقش نگهبان‌هایی ظاهر می‌شوند که شباهت زیادی به جی و باب ساکت دارند (کارگردان این قسمت اسمیت بود).
- در فصل دوم سریال آن نمایش دههٔ نودی، کوین اسمیت و جیسون میوز نقش فروشندگان ماری‌جوآنا به نام «سانی» و «بانچ» را بازی می‌کنند که نسخه‌ای مشابه جی و باب ساکت‌اند.
- در قسمت «هالیوود» از فصل هشتم سریال شوخی‌های غیرعملی، اسمیت و میوز به‌طور غافلگیرکننده‌ای ظاهر می‌شوند و در چالشی، شلوار برایان کویین را پایین می‌کشند چون نتوانسته بود به‌موقع گوشی‌اش را از گره باز کند.

### کمیک‌ها
- جی و باب ساکت در بخش کوتاهی از قسمت پایانی لیگ حرفه‌ای چیو در سال ۲۰۱۲ که در دنیای ایمیج می‌گذرد، حضور دارند.
- آن‌ها در یک پنل از شمارهٔ ۶ کمیک پیکان سبز (نسخهٔ سوم) در کنار اتریگن در مقابل پناهگاه امن او در استار سیتی ظاهر می‌شوند. این شماره از مجموعه، نوشتهٔ کوین اسمیت است.
- در کمیک دردویل (نسخهٔ دوم) شمارهٔ ۱ که به قلم اسمیت نوشته شده، کلیدهای شماره‌گیری سریع تلفن دردویل با نام‌های «جی» و «باب» برچسب خورده‌اند.
- نسخه‌های اهریمنی جی و باب ساکت در صفحهٔ دوم از شمارهٔ ۵ کمیک فرشته: پس از سقوط در برابر یک کافه در منطقهٔ امن «سیلورلیک» دیده می‌شوند. نویسندهٔ این اثر برایان لینچ است و او این حضور را تأیید کرده و آن را به ابتکار تصویرگر فرانکو اورو نسبت داده است.
- آن‌ها همچنین در کمیک برابرهای ستارگان: تگ و بینک از مجموعهٔ بی‌پایان‌ها حضور دارند و می‌گویند از اعضای شورای جدای هستند.
- در یک شماره از مجلهٔ توتال فیلم در سال ۲۰۰۵، کمیک استریپی از روایت اسمیت دربارهٔ نسخهٔ خودش از مصائب مسیح چاپ شد که در پنل پایانی، جی و باب ساکت حضور دارند.
- در سال ۲۰۰۱، نیویورک تایمز کمیکی منتشر کرد که داستان آشنایی و نخستین بوسهٔ اسمیت با همسرش جنیفر شوالباک اسمیت را روایت می‌کرد. جی و باب ساکت در یک پنل حضور دارند و در حال تبلیغ فیلم جی و باب ساکت پاتک می‌زنند هستند.
- آن‌ها در شمارهٔ ۷۹ کمیک بیگانگانی در بهشت نوشتهٔ تری مور نیز حضور افتخاری دارند.
- همچنین در یک کمیک از مجموعهٔ زمان‌های ناامید اثر کریس الیوپولوس که در شمارهٔ ۵۳ کمیک اژدهای وحشی منتشر شد، ظاهر شدند.

### نماهنگ‌ها
- «Can't Even Tell» اثر سول آسایلام
- «Build Me Up Buttercup» از The Goops
- «چون نئشه بودم» اثر افرومن
- «Kick Some Ass» اثر استروک ۹
- «Problem» اثر نوا راکافلر
- «You Can't Stop Me» اثر سویساید سایلِنس (فقط جی)
- «من ناراحتم» از دریک
- «Loser» اثر Moby Rich
- «Highlife» اثر لاجیک

### موسیقی
- «Back to Me» از ¥$